# Color en fotografia digital
El color és un dels fonaments de la fotografia. Encara més, amb l'arribada de la fotografia digital les opcions de treball amb la llum i el color han sofert una revolució que ha convertit aquest aspecte en un àmbit veritablement professional i complex, ple de possibilitats.
Abans d'entrar en matèria, però, cal fer una breu explicació sobre el color i, d'altra banda, la fotografia digital.

## Color

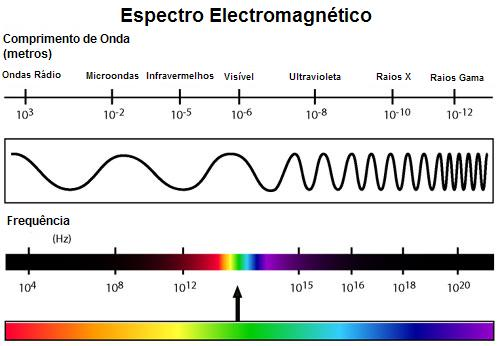
Espectre visible

El color s'entén com una propietat de la llum. La seva complexitat es basa en la seva existència en tres plànols diferents però connectats alhora: el físic, el fisiològic i el psicològic.
A nivell físic, és una realitat objectiva. Des de l'aproximació física, la llum té unes propietats susceptibles de ser mesurades i quantificades.
- Intensitat: quantitat de llum que emet l'element. Es mesura mitjançant el Flux lluminós. Aquest quantifica el nombre de fotons (particulas lluminoses) que són emesos. La mesura és el lumen. Per sota de 10 lúmens no existeix la percepció de la llum; i no hem d'oblidar que un excés de lúmens pot danyar-nos severament la retina.
- Longitud d'ona o color: tractant-se d'una energia, la llum es mou en ones. Els diversos intervals de la longitud d'ona tenen multitud de divisions (RAJOS X, Rajos gamma, ultraviolada, Infrarojo, etc.). El color només es percebrà si entra dins del conegut com a espectre visible (longitud d'ona entre 380 i 780 nanómetros).

El color (pròpiament entès) es crea en el cervell com a resposta a l'observació d'aquestes longituds d'ona.
El color sols s'entén si el percebem, d'aquí la importància de l'aspecte fisiològic. Des que percebem la llum amb els ulls fins que arriba al cervell convertida en informació, sofreix tres estats de transformacions:
- Transformacions òptiques: primers processos quan la llum entra en contacte amb l'ull. L'iris s'obre i tanca per deixar pas a la llum. És el mateix mecanisme que segueix el cristal·lí, el qual fa convergir la imatge en la retina segons la proximitat de l'element. Per entendre millor aquest procés, es sol recórrer a una analogia amb la Cambra obscura o esteropeica.
- Transformacions químiques: es produeixen en impactar els fotons en la retina. Aquesta és una membrana on podem trobar dos tipus de receptors de llum: bastons i cons. Són precisament els cons els responsables de captar els colors (també la visió espacial). Poden ser sensibles al vermell, al verd o al blau. Aquests receptors, que tenen connexions horitzontals, tenen unes molècules del pigment (opsines), alliberades quan els fotons impacten en elles, produint així altres substàncies.
- Transformacions nervioses: totes les connexions nervioses formen el Nervi òptic, que, a més, és un processador d'informació. La informació arriba al còrtex estriat, on hi ha una diferenciació especialitzada (color, profunditat, etc.).

Finalment, el color es comprèn a través d'una dimensió psicològica. No constitueix una informació objectiva, però generalment sí acceptada socialment. És font de polèmiques.

### Tipus de visions
Podems diferenciar entre dos tipus de visions, la fotòpica o diürna i la escotòpica o nocturna. És el primer tipus el que ens interessa, doncs es realitza quan es dona una situació d'il·luminació intensa, en la qual intervenen els cons. Així, és el tipus de visió que millor ens permet percebre, diferenciar i apreciar els colors. En la fotografia digital es pren com a base la visió fotópica, per la intensitat de la il·luminació de les pantalles.

### Colors primaris
És molt habitual fer referència al terme "color primari" quan s'aborda aquest tema. Encara que no hi ha un consens tancat i no es tracta d'un grup cent per cent objectiu; es comparteix l'afirmació que és un conjunt de colors del que es deriven la resta.
En la fotografia digital, els colors primaris corresponen al grup RGB.
Algunes altres classificacions de colors primaris:
- Segons estudis de caràcter lingüístic: negre, blanc i vermell.
- Segons Aristòtil: violeta, carmesí, verd clar, blau intens i, finalment, gris/blanc.

## Mètodes de mesurament del color
Existeixen varis i tots ells correctes. Es remunten al segle xv, encara que la seva anàlisi pròpiament científica va començar amb el treball d'Isaac Newton, qui va descobrir la seqüència de longituds d'ona que conformen el color (doncs, recordem, un color es determina per la seva corba espectral; encara que es compongui de diverses ones longitudinals. Dit senzillament, "un color està format per diversos colors").
- Cercle de Newton: el científic va identificar set colors que, en estar disposats en forma circular, mostraven la relació entre tonalitats. El treball de Newton era de caràcter descriptiu i aquest gràfic il·lustra els seus estudis.
- Cercle de l'espectre: postula la continuïtat de l'espectre cromàtic, mostrant colors barrejats entre si. En aquest cercle, el vermell sempre es disposa en la part superior.
- Cercle de Munsell: aquest model va ser creat pel pintor americà Albert Munsell. Es basa en cinc colors principals (vermell, groc, verd, violeta i blau), i cinc colors intermedis. Té una subdivisió total de cent tonalitats. Encara que en l'actualitat segueix vigent, es mostra una clara millora d'aquest gràfic en el següent.

- Cercle de Ostwald: Es compon a força d'un cercle segmentat en 24 seccions; aquestes basades en la teoria dels quatre colors primaris en referència a la recepció (vermell, groc, blau i verd, sent aquest últim el més bàsic.

Cercle de Newton
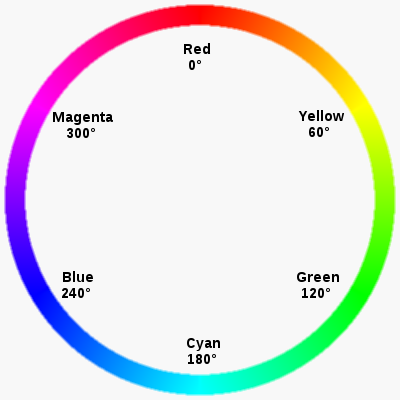
Cercle de l'espectre
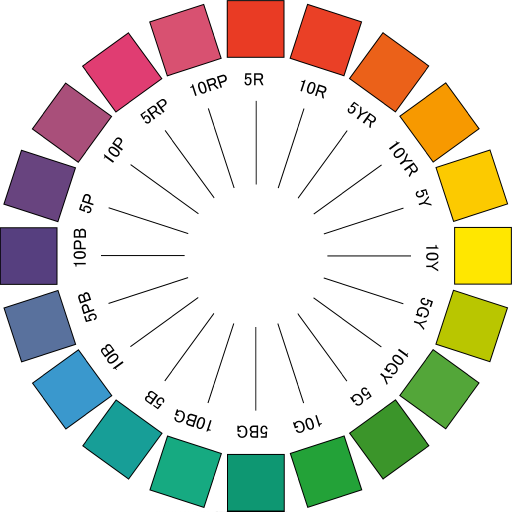
Cercle de Munsell
Cercle de Ostwald

Altres mètodes de mesurament del color:
- Triangle cromàtic de Delacroix: és una figura formada per vèrtexs de colors primaris units entre si mitjançant colors secundaris.

- Estrella cromàtica de Blanc: inclou colors primaris, secundaris i terciaris; els últims reconeguts amb noms poc habituals.
- Escala lineal de Field: es tracta d'un diagrama lineal de colors primaris, secundaris i terciaris. Es divideix en si mateix depenent de les tonalitats clares i fosques.

Els models bidimensionals serveixen i s'accepten com a mètode de representació dels colors. Així i tot, si busquem veritable precisió, hem de recórrer a representacions tridimensionals que englobin el to, la saturació i la lluentor.

### To
Segons la nostra percepció, és el primer paràmetre que defineix el color. Els següents, la lluentor i la saturació, es deriven del to.
Quan anomenem un color, en realitat ens estem referint a la qualitat que identifiquem com a to; doncs és aquesta la que singularitza i diferència els colors; per exemple, el vermell del groc.

### Saturació
També referida com croma, és la variació de la intensitat i la riquesa del color.
En relació amb el paràmetre anterior: un to pur s'identifica amb una saturació completa, doncs estaríem davant tota la seva intensitat. A mesura que perden intensitat (saturació), va apareixent l'escala de grises.

### Lluentor
El tracte del to depèn, també, de com de lluminós o fosc sigui. Llavors, la lluentor és la claredat (blanc) o foscor (negre) d'un color (establerts aquests com els dos extrems).
- Groc: to més brillant
- Violeta: to menys brillant

Encara que saturació i lluentor podrien comportar confusió, és fàcil recordar que, si es modifica la lluentor, el color es mantindrà pur.

Temperatura del color

### Temperatura del color
Aquest és un paràmetre de mesurament del color que ha perdut amb l'arribada de la fotografia digital. La seva funció era mesurar l'aparença, càlida o freda, d'una font de llum. Expressada en una escala en graus Kelvin, descobrim que:
- Emissió de llum vermella: a més de 1000 graus Kelvin.
- Emissió de llum blanca neutra: a partir dels mil, cada vegada que va en augment es torna més blanca; fins a arribar al blanc neutre en la temperatura de 5800 graus Kelvin (superfície del Sol):
- Com més alta, més blava.

## Fotografia digital
La fotografia digital és un procés d'obtenció d'imatges mitjançant la seva presa per un sensor electrònic. En aquest procés, la llum és convertida en senyal elèctric, per ser posteriorment digitalitzada i guardada en una memòria. El seu principal avantatge enfront d'altres tipus de fotografia és la immediatesa. A més, la imatge presa comparteix canal (digital) amb les eines del seu posterior tracte (ordinadors, impressores, etc.); facilitant així un treball més fluid.

## El color en la fotografia digital
La fotografia digital presenta un gran repte referit a la dimensió del color: mantenir un equilibri entre l'elecció i presa del color, i el seu processament. Aquest procés de correcció del color, que s'estén des dels controls de la pròpia càmera, passant pels ordinadors i monitors, fins a la impressió de la pròpia imatge és, avui dia, un aspecte essencial de la fotografia. Aquest fet de prendre la foto amb un aparell digital presenta una completament nova forma d'aproximar-se al color. Abans, amb la fotografia analògica, la pel·lícula original romania com a referència després d'haver realitzat qualsevol modificació (en l'edició, impressió, etc.). No obstant això, ara, la fotografia digital permet la variació de tots i cadascun dels píxels de la imágen. Així, ni tan sols en format RAW (explicat en l'apartat Càmeres) romanen completament invariables.
Aquest aspecte no és completament negatiu. Ens és permès triar com es veuran els colors, fossin com fossin al moment de la presa. D'aquesta manera, i tenint en compte que tot el treball depèn de la qualitat de la foto, tenim una immensa quantitat de noves possibilitats creatives.
Sigui com sigui, és important entendre que no existeix un treball o edició del color correcte enfront dels altres. Solament els treballs de fotografia que se centren en productes, teixits, etc. poden ser més objectius, ja que es disposa d'un model tangible al que referir-se. En la resta de casos, i per norma general en la fotografia, no existeix un consens i qualsevol modificació pot ser subjecta a debat.
Una part molt destacable del maneig del color avui dia és el programari, ja sigui el de la mateixa càmera o el dels programes d'edició.

## Sistema de gestió del color
Amb totes aquestes noves opcions i variants, s'ha d'intentar mantenir una certa coherència en el tracte dels colors, i entre els processos de presa, edició i impressió. Avui dia, aquest treball està altament automatitzat. Precisament, d'això s'encarrega el Sistema de gestió del color, CMS (de l'anglès, Color Management System). Aquest és un programari que, generalment, utilitza un espai cromàtic independent de qualsevol dispositiu. A més, actua com a convertidor entre les diferents plataformes en les quals podem tractar una imatge.
Per exemple, el CMS converteix els colors RGB del monitor a la gamma de colors CYMK de la impressora (inferiors); passant-los per un espai de color intermedi anomenat LAB. (Per entendre-ho millor: RGB → LAB → CYMK).

## Profunditat de bits
Correspon a la quantitat de nivells cromàtics que una imatge és capaç de registrar i emmagatzemar. D'aquest factor depèn el control del color, doncs suposa el conjunt de tons dels quals disposem.
La profunditat convencional és de 8 bits per canal, encara que a mesura que evoluciona la tecnologia de la fotografia, la quantitat de bits va en augment (també augmenta, per punt, la quantitat de memòria necessària per emmagatzemar una imatge).
La profunditat de bits no és un aspecte apreciable a primera vista; així i tot, suposa la possibilitat d'obrir l'espectre de colors a la nostra disposició fins a arribar a trilions de tons utilitzables.

## Espai de color
L'espai de color és un model que defineix diversos valors cromàtics, els que tenim a la nostra disponibilitat el tractar una imatge. L'espai de colors és la manera de delimitar els colors que determinat dispositiu serà capaç de reproduir. En general, la seva representació visual és mitjançant un objecte tridimensional i opac. Dins del conjunt d'espais de color, trobem diversitat respecte a la cobertura de zones, alguns d'aquests models englobant una quantitat significantemente major a uns altres. Aquest aspecte, encara que pugui semblar positiu, de vegades és contraproduent; existeixen situacions en les quals un espai de color més reduït és preferible. Això és a causa que, si d'un dispositiu amb un ampli espai de color passem a un altre amb l'espectre més reduït, es perd informació.

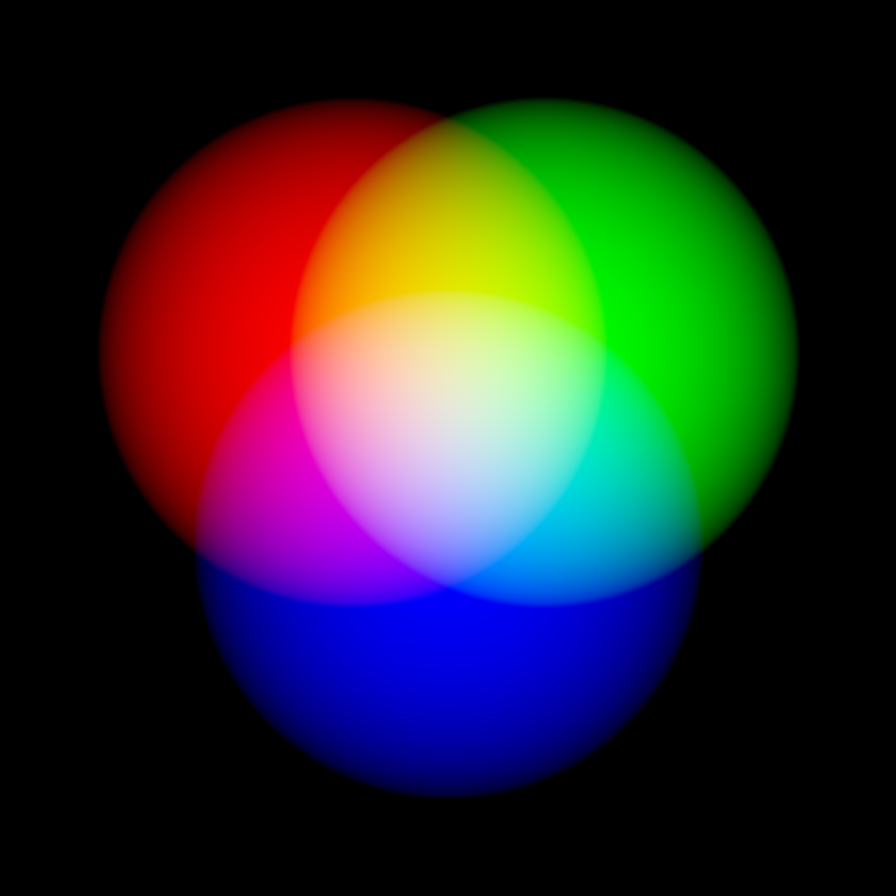
Espai de colors RGB

### Espai RGB
És l'espai de color per defecte en la fotografia. Es basa en els tres colors primaris: vermell, verd i blau (Red, Green, Blue), i en els seus valors. Les càmeres incorporen un sensor de colors RGB que, després, és traduïble a les pantalles. Dins d'aquest espai, en tenim d'altres més complexos:
- sRGB: és molt usat per al treball d'imatges destinades a monitor (per exemple, les que apareixeran en una pàgina web). Encara que cada monitor pot diferir; en general, aquest espai conté tots els colors disponibles en qualsevol monitor. No és molt recomanat per a la impressió, encara que és una fama que el desmereix.
- AppleRGB: destinat a dispositius de la marca Apple.
- Adobe RGB: d'aquest espai, és el més recomanable per als treballs d'impressió, doncs comparteix una gamma de colors molt similar als dispositius d'impressió, i no es perd massa informació.
- ColorMatch RGB: és un espai major que el sRGB, però no tan amplio com l'Adobe RGB. Pot ser útil per al treball amb imatges destinades a diversos mètodes de sortida.

### Altres espais de color
- LAB: és un espai de color intermedi. Va ser creat el 1976 per la Comission Internationale de l'eclairage (és conegut també com a CIELab). Va ser dissenyat per aproximar-se en la major mesura del possible a la visió humana respecte a la percepció i distinció del color. Està construït sobre la base de tres paràmetres, el primer per a la lluentor; i els dos restants per a escales oposades de color. La base de l'espai LAB és, precisament, que cada eix té el seu oposat complementari. Atès que és un espai gran, s'usa, com ja hem comentat, per convertir colors entre altres espais sense perdre dades.

- CMYK: generalment, és l'espai de color usat en els treballs d'impressió. Les tres primeres inicials fan referència a tres colors complementaris dels primaris, cián, groc i magenta; mentre que la K codifica el negre, tinta imprescindible perquè la impressió adquireixi densitat sobre el paper. És un espai molt reduït, i sol ser el recurs del final del treball, ja que gairebé sempre sacrifica algun grau de color.

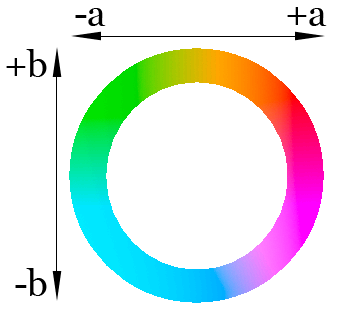
Espai de colors LAB
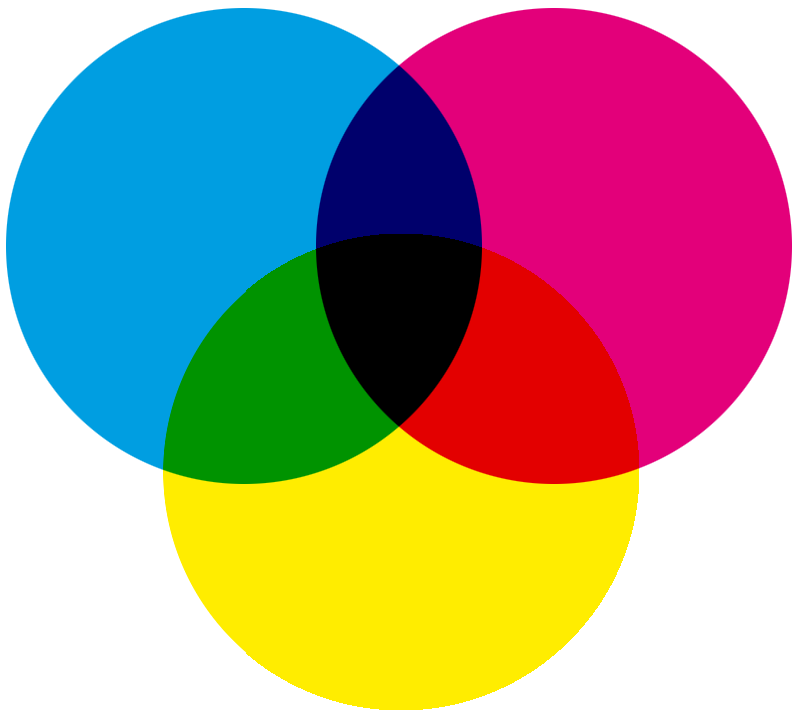
Espai de colors CMYK
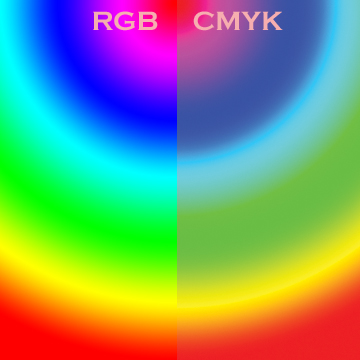
Comparació RGB vs. CMYK

## Càmeres
El treball de correcció del color comença en el propi dispositiu fotogràfic. En aquest nivell, l'eina més útil és el balanç de blancs.

### Balanç de blancs
El principi darrere d'aquest mètode és que, en ajustar la zona més blanca de qualsevol escena, el sensor s'ajusta a la font de llum. En general, s'acudeix a un balanç de blancs automàtic que calibra la llum de l'escena. Les càmeres, a més, inclouen opcions per determinar si l'escena està ennuvolada, de nit, si la llum és natural, fluorescent, etc. Recentment, s'ha afegit una opció de "pre-ajustament" que permet calibrar el sensor de la càmera enfocant-lo en una carta blanca o grisa, i així determinar l'escala amb la qual es realitzaran les fotografies posteriors.

### Format RAW
Les càmeres inclouen una opció de guardat en format RAW. Encara que cada fabricant i marca té un RAW diferent, tots comparteixen la filosofia de crear una còpia a part (la RAW) per permetre a l'usuari la modificació lliure de paràmetres de la fotografia. Aquesta còpia també conserva la profunditat de bits, que en les càmeres més modernes ja ha superat els habituals 256 tons i alberga 12 a cada canal, amb un total ascendent a més de 4000. El format RAW, doncs, és el que ens permet una obtenció del color més precisa, i no implica pèrdua de qualitat.

## Monitors
El primer pas per a comprovar la visualització de colors en les pantalles és el calibratge del monitor. És un treball que es pot dur a terme a ull o mitjançant un dispositiu de mesurament. A ull, el mesurador és el propi usuari, ajudat per un assistent de configuració del monitor. Quan s'ha realitzat el treball, ha de guardar-se en un nou perfil del monitor.
D'altra banda, el mesurament mitjançant un dispositiu es duu a terme amb eines tals com un colorímetre o espectrofotòmetre col·locats sobre la pantalla. Un programari realitza el treball de variació del color i crea automàticament un perfil de monitor.
En el cas dels monitors (també aplicable a impressores), una de les millors maneres d'utilitzar tota la seva gamma cromàtica i optimitzar els colors de la imatge digital és mitjançant el recurs del punt negre i el punt blanc. Aquest, consisteix a trobar els punts més foscos i clars de la fotografia i convertir-los en negre i blanc respectivament.

## Impressores
El seu perfils també són adaptables. És l'estadi de treball i configuració més difícil dels esmentats; però si es realitza correctament assegurem que la imatge impresa sigui igual que la digital. Les impressores aborden el color d'una forma totalment diferent a les càmeres o els monitors. No oblidem que el seu treball és crear una imatge impresa, tasca que realitzen a partir d'una sèrie concreta de colors: la gamma CMYK, esmentada anteriorment. Aquest procés requereix un nivell de coneixement tal que, molt sovint, si es necessita realitzar qualsevol ajust s'acudeix a un professional.
Cal esmentar les cartes de prova. Com el seu propi nom indica, són una plantilla de colors que s'imprimeix una vegada configurada la impressora per comprovar els resultats.